# Scyphoniscus magnus
Scyphoniscus magnus är en kräftdjursart som beskrevs av Charles Chilton 1909. Scyphoniscus magnus ingår i släktet Scyphoniscus och familjen Scyphacidae. Inga underarter finns listade i Catalogue of Life.